# Estilo Mar del Plata

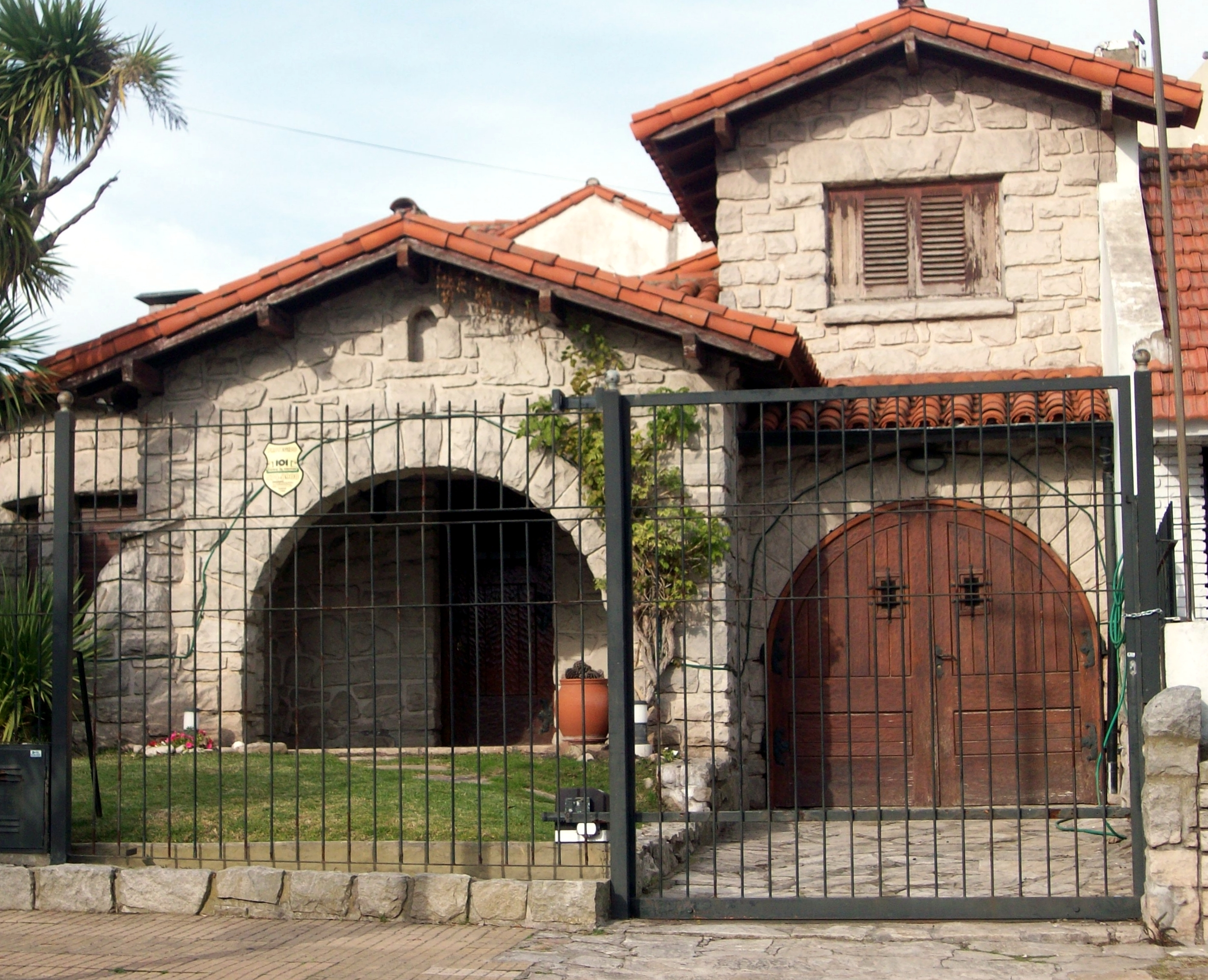
Um típico chalé marplatense

O Estilo Mar del Plata (em castelhano:  Estilo Mar del Plata, chalet Mar del Plata ou chalet marplatense), é estilo arquitetônico argentino que foi muito popular entre 1935 e 1950, principalmente na cidade de Mar del Plata, mas também presente em outras cidades costeiras do país, como Miramar e Necochea.

## Origens

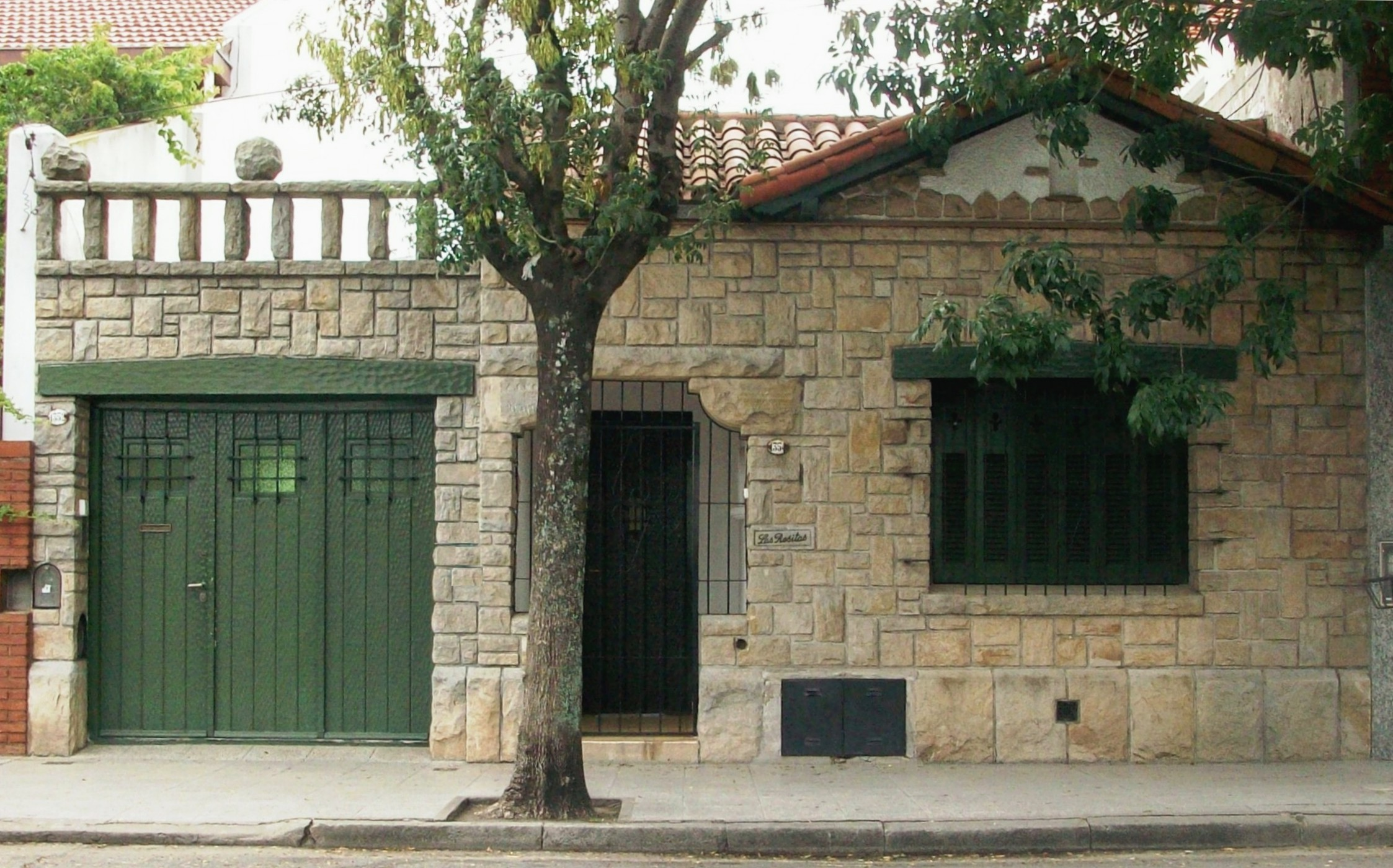
Exemplo precoce de Mar del Plata estilo

O estilo também é muitas vezes associado, na Argentina, com o californiano , outro tipo de casa vernacular parente do estilo das missões norte americanas. As características marplatenses, no entanto, estão mais relacionadas com a arquitetura pitoresca, já popular entre a classe alta que costumava passar o verão nesta cidade entre os anos de 1910 e 1930, e com o estilo arts & crafts. O precursor do estilo foi o engenheiro nascido na Itália Alula Baldassarini, que popularizou o uso da pedra nas fachadas em 1925. Alguns dos primeiros exemplares eram chamados de chalé inglês, um tipo de bangalô ou casa de campo, que floresceu entre 1925 e 1935. Baldassarini também desenvolveu uma técnica conhecida como bastón roto (""graveto quebrado"), que consistia em tijolos de pedra retangulares dispostos irregularmente na vertical e horizontal.
No início do século XX, a mobilidade social era muito mais dinâmica em Mar del Plata do que em Buenos Aires, permitindo o surgimento de uma forte classe média, com base em serviços turísticos, na indústria de construção e em um próspero comércio. Durante este período surgiu um novo perfil urbano na cidade, não por um processo no qual as diretrizes eram projetados por tecnocratas, mas por um "democrático". Este é o ambiente no qual o estilo Mar del Plata surgiu.
O chalé marplatense tornou-se a materialização os ideais da classe média, ficando no meio termo entre as  residências de praia da classe superior e a escala domética, tanto em relação ao sincretismo arquitetônico e social . As casas também desenvolveram, entre os imigrantes, sentido de pertencimento ao seu novo país.
A ascensão do estilo quebrou a hegemonia de Buenos Aires dentro cena arquitetônica da Argentina.

## Características

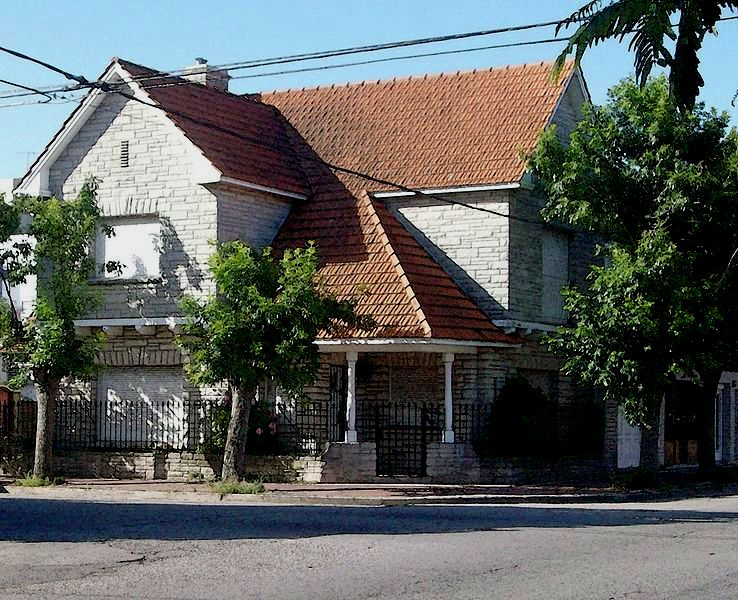
Um chalé de dois andares, no estilo Mar del Plata, projetado por Raúl Camusso

Os chalés foram, primeiramente, produzidos por construtores que tinham uma grande experiência na construção de mansões de veraneio em estilo eclético, porém sem as habilidades de um verdadeiro técnico. No entanto, a primeira geração de arquitetos de Mar del Plata, liderada por jovens profissionais como Auro Tiribelli, Alberto Córsico Piccolini, José V. Coll, Gabriel Barroso ou Raúl Camusso desempenhou um papel fundamental na consolidação do estilo. Algumas fontes creditam Tiribelli como o criador deste tipo de casa.
O chalé marplatense é uma tradução das principais características do ecletismo para um espaço doméstico: fachadas de pedra de quartzito, telhas de barro, telhados triangulares, lucarnas, janelas venezianas, chaminés, quadros de madeira ornamentais, canteiros, jardins frontais, portas de ferro decoradas, beirais e varandas destacados.
O arenito também é conhecido na Argentina como Piedra Mar del Plata, devido tanto ao seu uso nas casas desse estilo quanto a abundância de pedreiras de arenito sudoeste da cidade. Foi proposto que o arenito fosse indicado como Patrimônio Mundial de Recursos Mineirais.
Há a possibilidade de uma subcategorização dependendo do estilo principal no qual o chalé é baseado. Na verdade, Alberto Córsico Piccolini costumava caracterizar algumas de suas obras como normando simplificado, quando o projeto básico das casas apresentava algumas características da arquitetura normanda em escala residencial.
O estilo levantou algumas críticas, principalmente porque sobrepunha quartos e espaços em um espaço reduzido. Esta característica, no entanto, adiciona valor contextual para a paisagem urbana onde os chalés são agrupados de forma homogênea, geralmente como casas geminadas.
O arquiteto e pesquisador Javier Sáez descreve este tipo de casa como uma "ostentação doméstica" da "casa dos seus sonhos". Ele cunhou a expressão "obscenidade doméstica". Saéz também destacou que, em vez de um sincretismo, há um conflito entre a pretensão burguesas das fachadas e as plantas baixas obviamente feitas em escalas industriais.

## Preservação
Os bairros de La Perla, Stella Maris, Playa Grande, Punta Mogotes e Alfar hoje concentram a maioria das casa de estilo Mar del Plata. Estas áreas à beira-mar atraem muitos turistas da classe média, especialmente La Perla, assim, os chalés desempenhavam o duplo papel de casa no inverno e de casa de praia para aluguel na temporada de verão. As residências mais antigas construídas em Sierra de los Padres, uma área montanhosa a 20 quilômetros da cidade, também são chalés em estilo Mar del Plata. O crescimento do turismo desde a década de 1950, no entanto, coloca em risco a sobrevivência da tradicional arquitetura pitoresca em Mar del Plata, preterindo o chalé marplatense em favor de condomínios.
Há uma agência municipal que fornece dedução do imposto de renda para os proprietários, tentando garantir a manutenção ou recuperação das casas e um manual com diretrizes de preservação, criado pelo arquiteto Lorena Marina Sánchez.
O estilo dá uma identidade única para o ambiente urbano de Mar del Plata, e marca a sua evolução desde de um resort sazonal para uma cidade permanente.

## Galeria

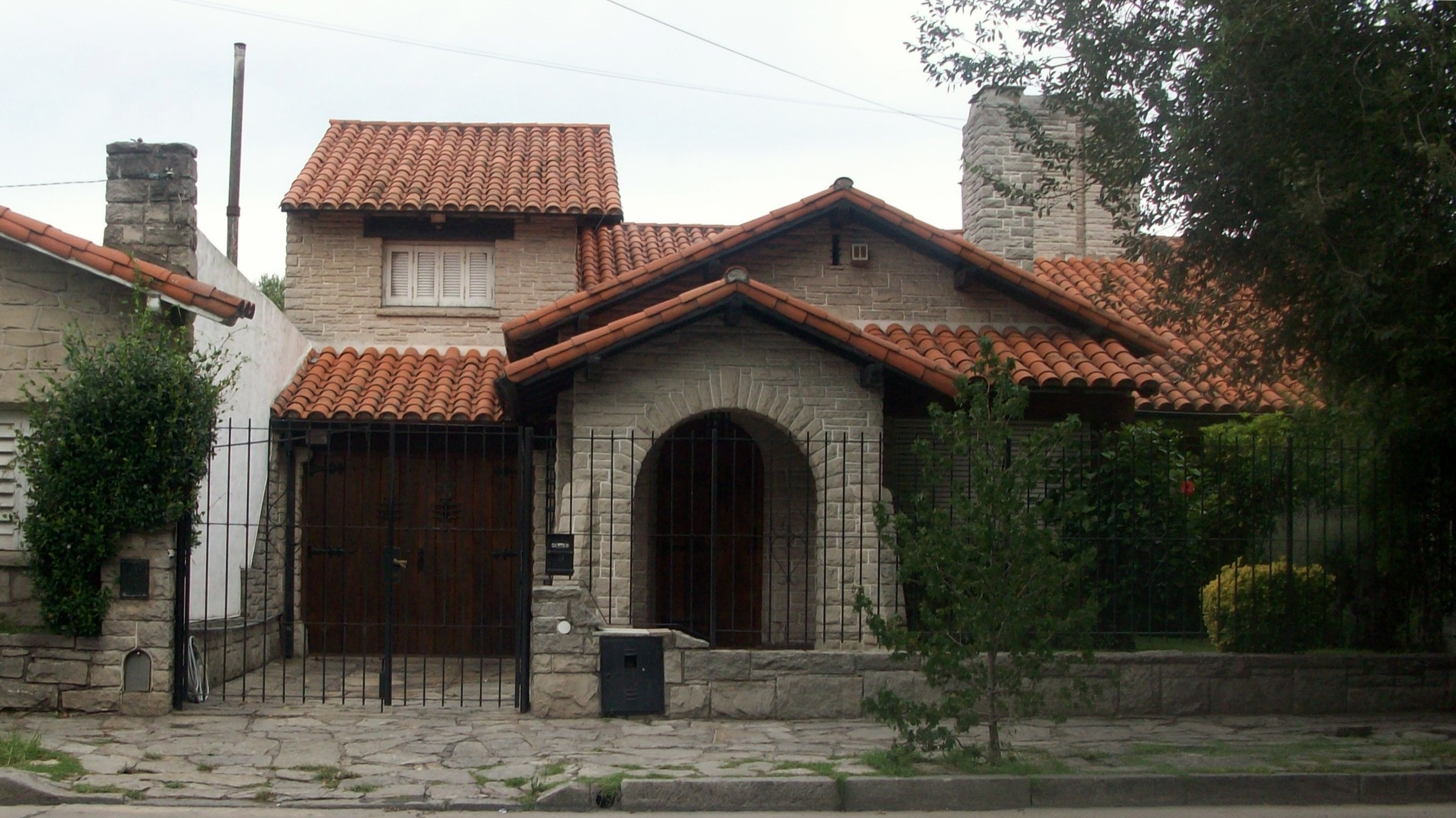
Abóbada em forma de pórtico típica na frente, lucarna e chaminé
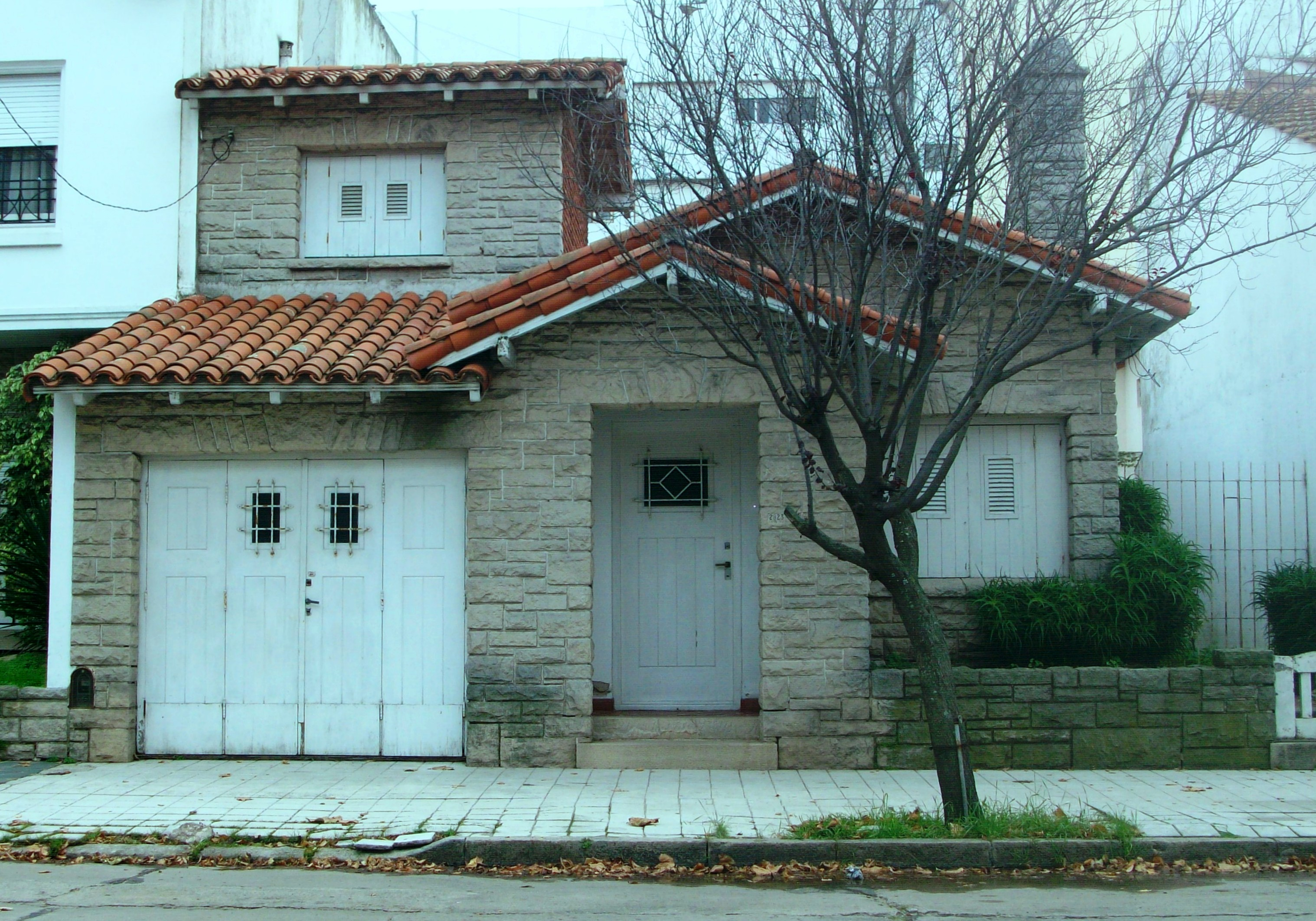
Um arranjo muito similar mostrando sinais da que Lorena Marina Sánchez descreve como ataque orgânico ou deterioração por bolor e fungos
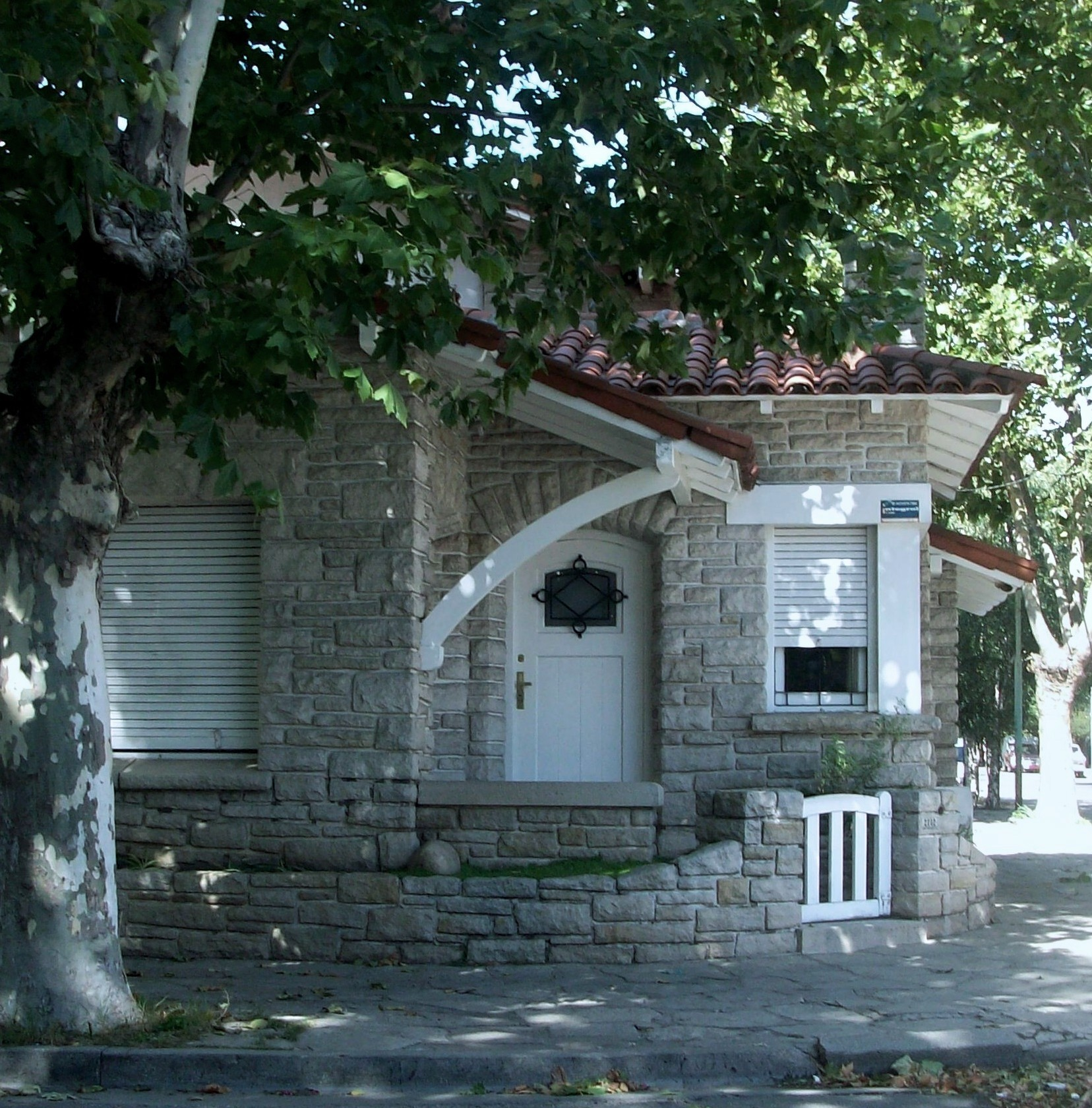
Alpendre apoiado por uma viga de madeira estilizada e telhado que termina em beirais destacados
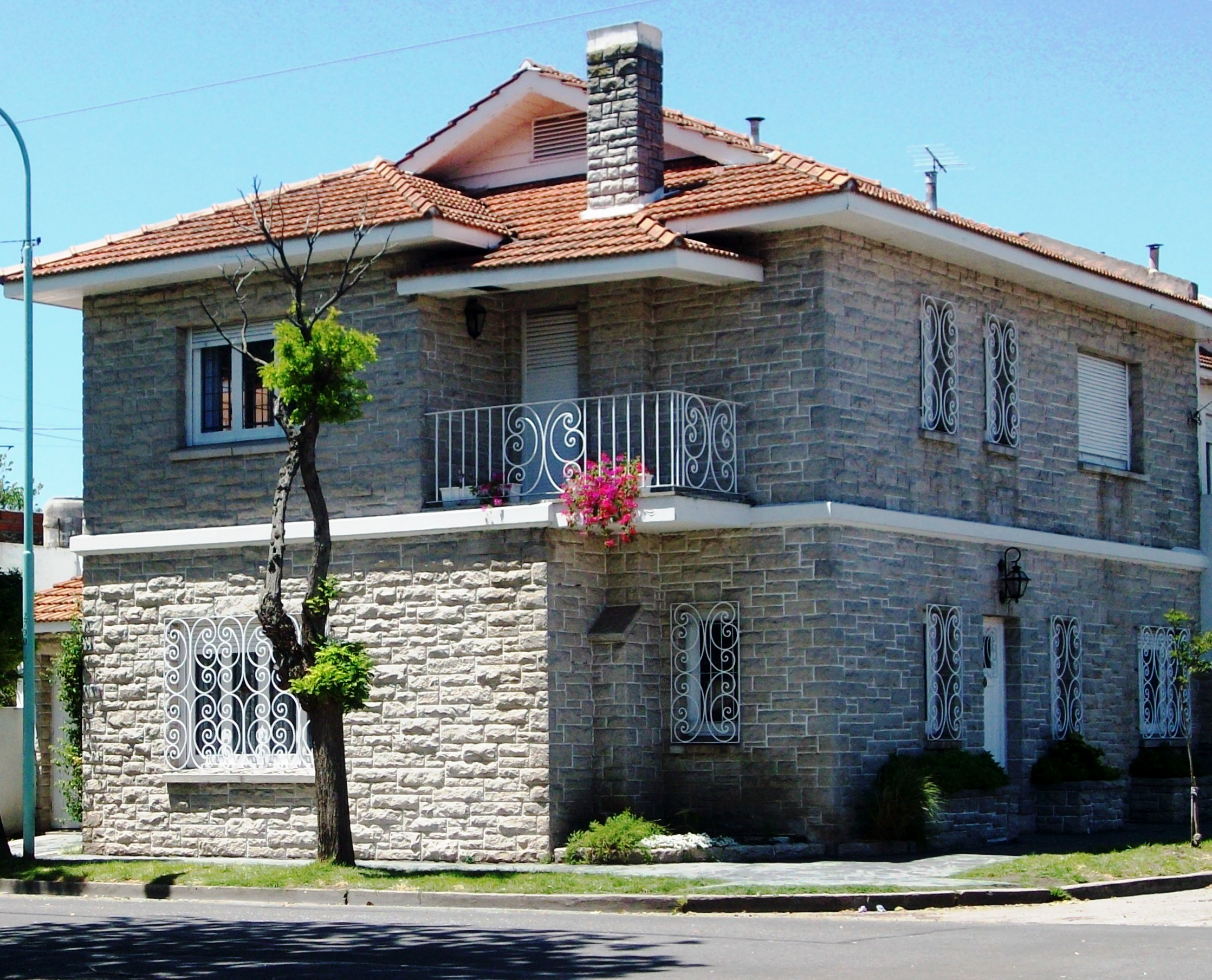
Chalé de dois andares
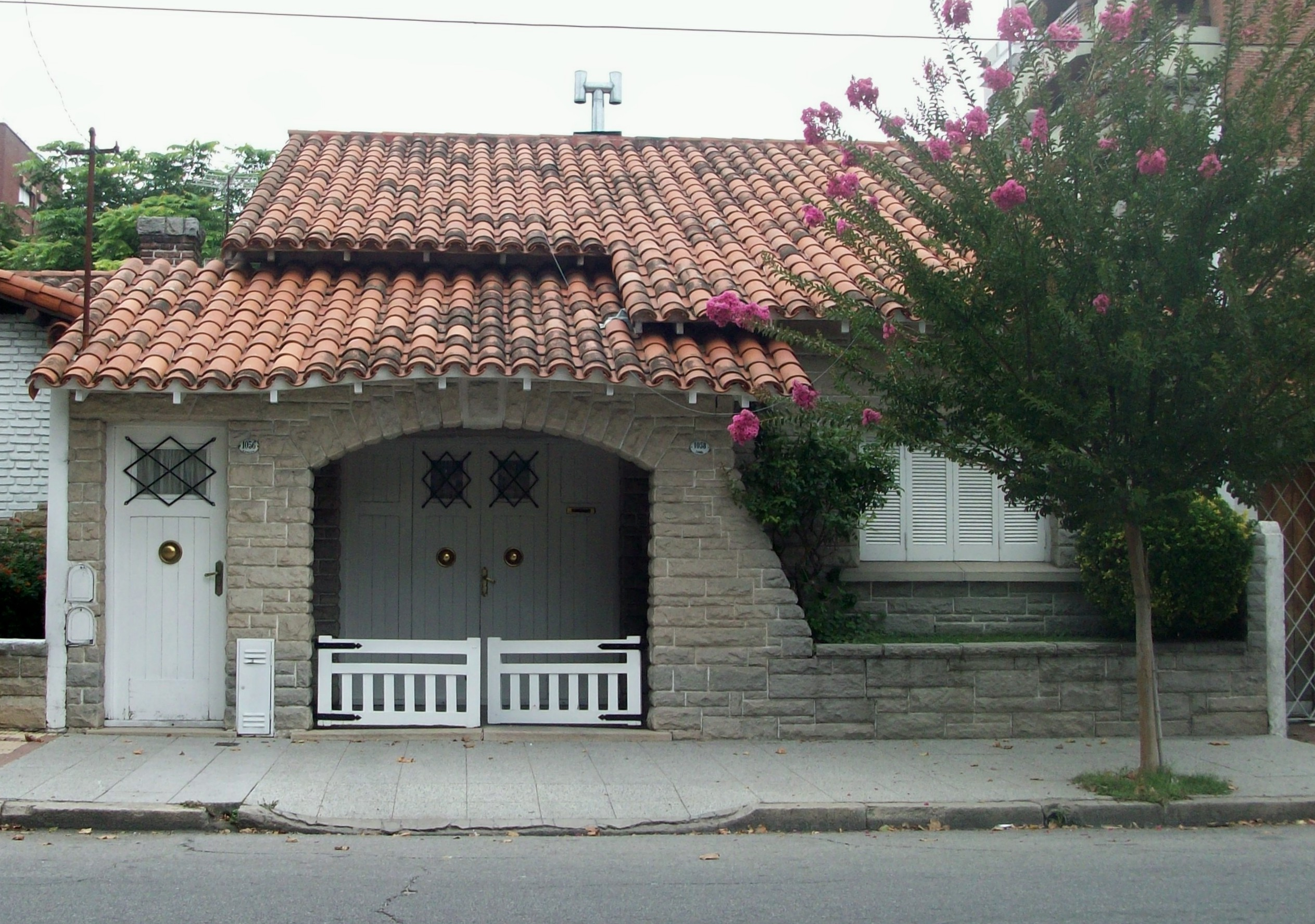
Varanda em forma de arco com piso em madeira, porta dupla e canteiro de flores na fachada
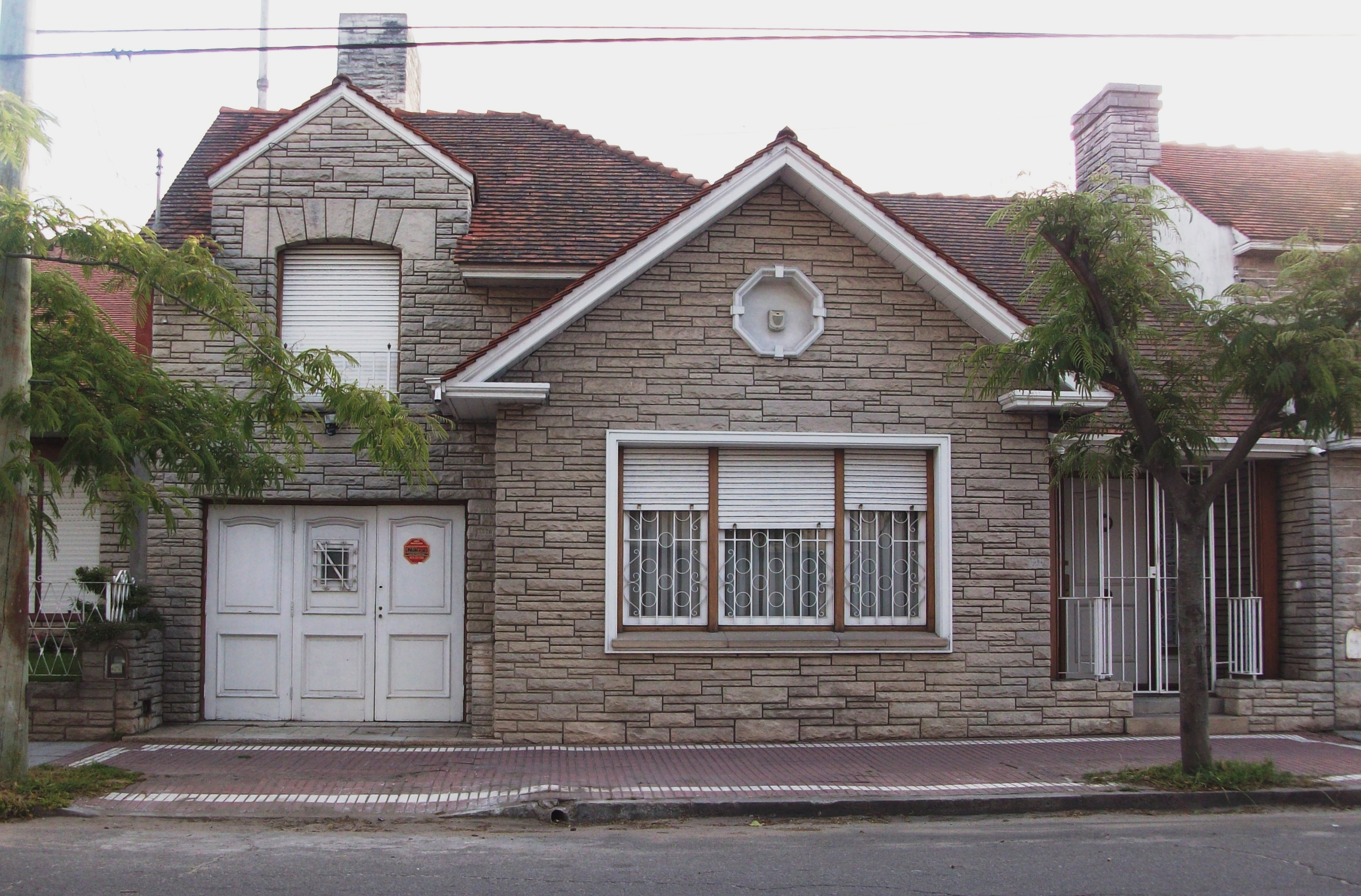
Um chalé com algumas características normânicas.
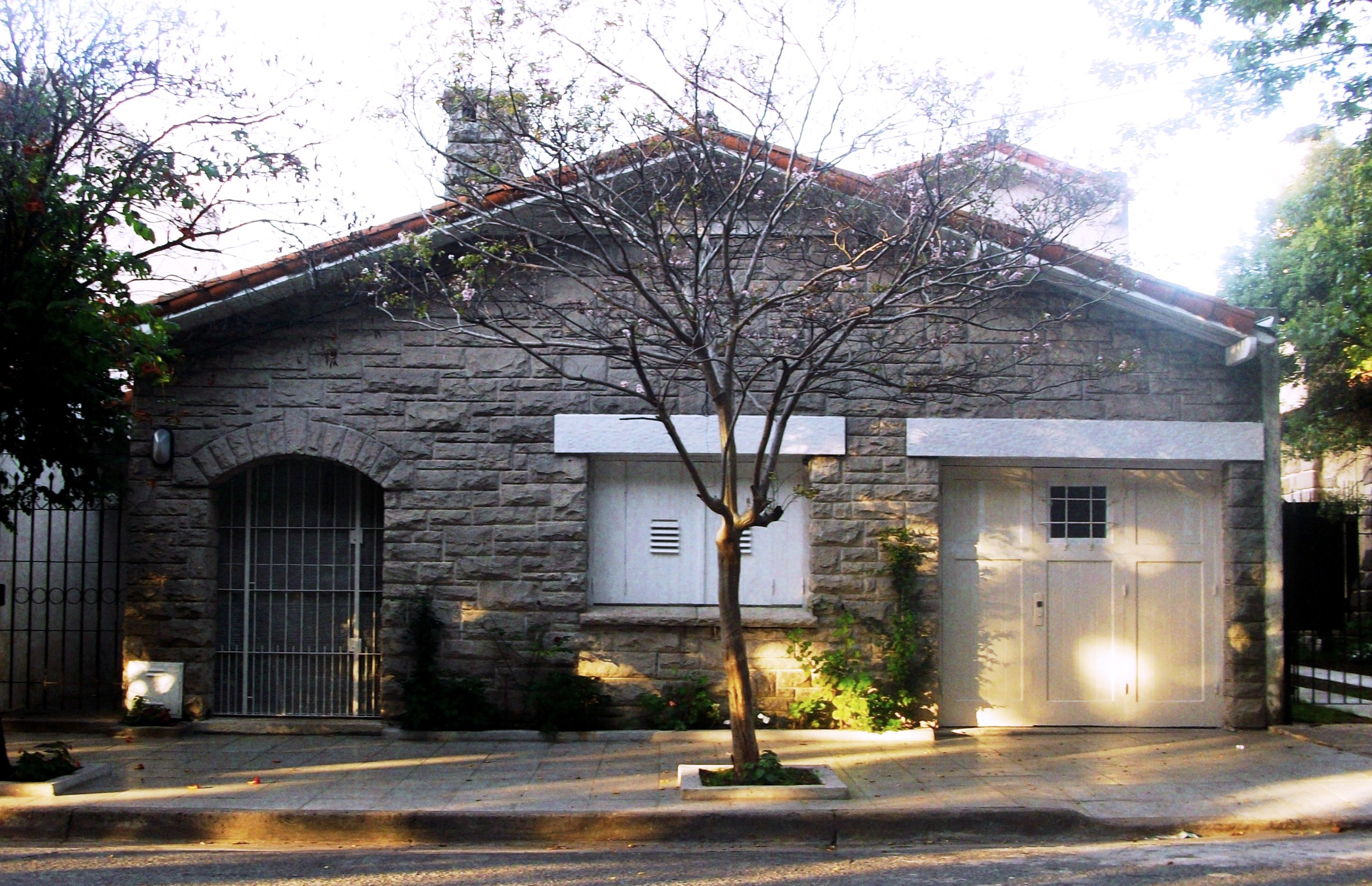
Uma fachada que se assemelha àquelas das casas bascas tradicionais
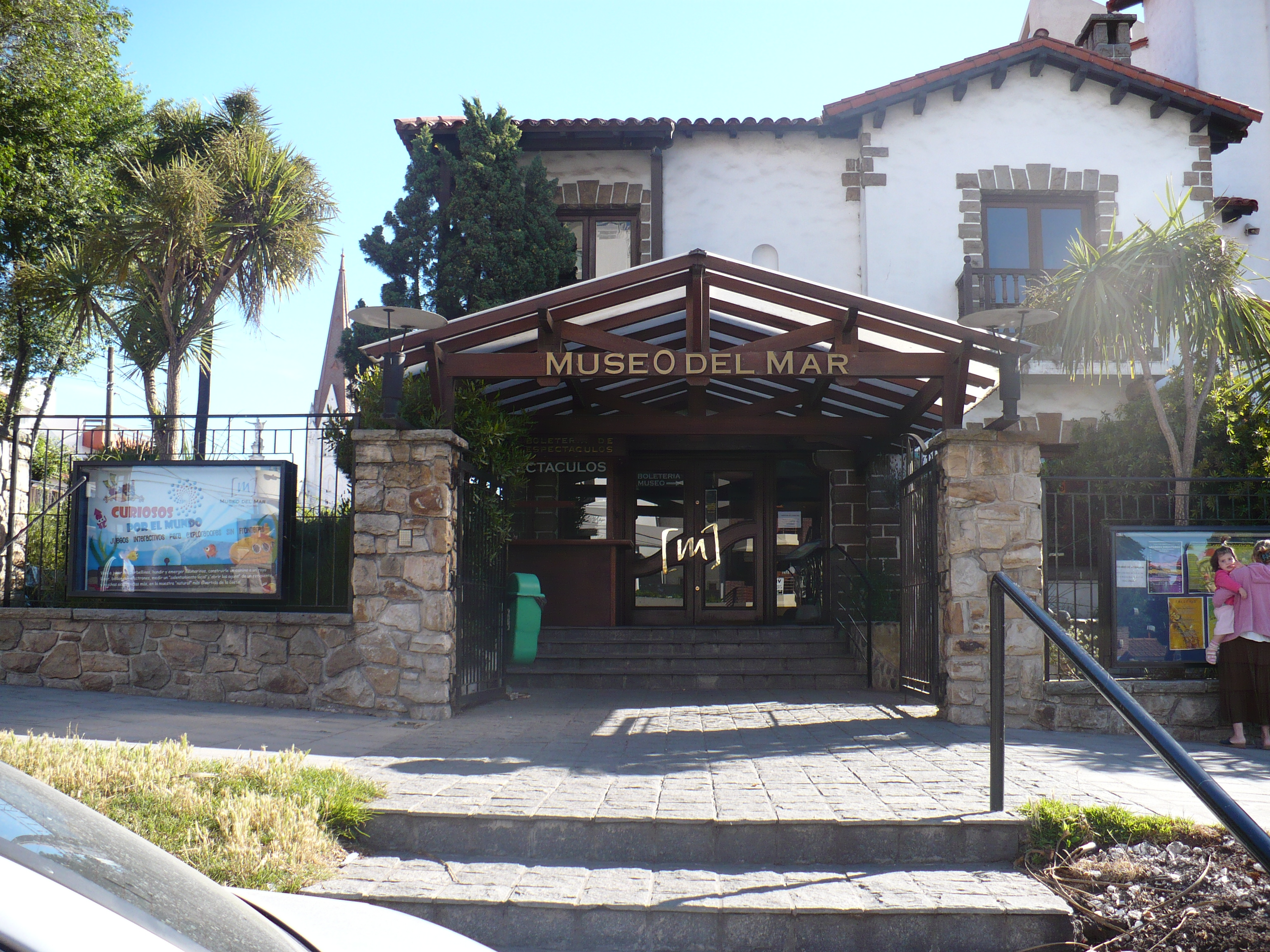
Um chalé remodelado, em 2012, para abrigar o Museo del Mar (Museu do Mar)